# Autostrada Steese
L'autostrada Steese (Steese Highway in inglese) è una strada delle regioni interne dell'Alaska che collega la città di Fairbanks con la località di Circle sul fiume Yukon (Yukon River).

## Etimologia
Il nome della strada ricorda il generale dell'United States Army James G. Steese, un funzionario della viabilità dello stato dell'Alaska.

## Storia
La strada segue un tracciato verso il distretto Circle Mining (piccolo villaggio atabasco) che negli anni attorno 1890 era un centro produttivo per l'estrazione dell'oro (prima della scoperta dell'oro nel Klondike). La strada è stata completata nel 1927 ed è pavimentata solamente per i primi 130 km. Per i suoi panorami (e la storia attorno ad essa) la strada è stata designata come National Scenic Byway.
L'autostrada è numerata come Alaska Route 6. I primi 19 chilometri (da Fairbanks a Fox) sono in comune con l'autostrada Alaska Route 2. Durante il percorso attraversa i seguenti borough: il borough di Fairbanks North Star e la Census Area di Yukon-Koyukuk (Unorganized Borough).
Tracciato dell'autostrada:
| Borough                                            | Mile | Km dall'inizio | Località                                                                                   | Coordinate             |  |
| -------------------------------------------------- | ---- | -------------- | ------------------------------------------------------------------------------------------ | ---------------------- |  |
| Borough di Fairbanks North Star                    | 0    | 0              | Fairbanks (qui inizia l'autostrada)                                                        | 64°49′14″N 147°42′39″W |  |
| Borough di Fairbanks North Star                    | 1,6  | 2,5            | Ponte sul fiume Chena (Chena River)                                                        | 64°50′37″N 147°42′15″W |  |
| Borough di Fairbanks North Star                    | 12   | 19             | Bivio verso Circle (fine della parte in comune con la strada Alaska Route 2 (località Fox) | 64°57′34″N 147°36′57″W |  |
| Borough di Fairbanks North Star                    | 28   | 45             | Località Chatanika (vecchie miniere d'oro)                                                 | 65°06′32″N 147°28′51″W |  |
| Borough di Fairbanks North Star                    | 38   | 62             | Ponte sul fiume Chatanika (Chatanika River)                                                | 65°11′31″N 147°15′19″W |  |
| Census Area di Yukon-Koyukuk (Unorganized Borough) | 114  | 185            | Bivio per la località Miller House                                                         | 65°32′56″N 145°10′55″W |  |
| Census Area di Yukon-Koyukuk (Unorganized Borough) | 128  | 206            | Insediamento minerario Central (bivio per la località Circle Hot Springs)                  | 65°34′20″N 144°48′16″W |  |
| Census Area di Yukon-Koyukuk (Unorganized Borough) | 161  | 259            | Circle sul fiume Yukon (Yukon River) (fine della strada)                                   | 65°50′03″N 144°04′33″W |  |

(Non sempre le foto corrispondono esattamente alla località indicata)